# Evert Gunnarsson
Sven Evert Gunnarsson, född 28 december 1929 i Ljungskile, död 30 november 2022 i Kungälv, var en svensk roddare. Han tävlade för Kungälvs Roddklubb.

## Meriter

### Olympiska meriter
Gunnarsson deltog i tre olympiska spel; London 1948, Helsingfors 1952 och Melbourne 1956.
Vid Olympiska sommarspelen 1948 i London tävlade Evert Gunnarsson tillsammans med Bernt Torberntsson i klassen "tvåa utan styrman". De kom utanför pallen  och försökte på nytt i samma klass år 1952 i Helsingfors. Även denna gång blev de utan medalj .  
Vid OS 1956 deltog han i två klasser - fyra med styrman och åtta med styrman. Silverbesättningen i fyra med styrman bestod utöver Evert Gunnarsson av Olle Larsson, Gösta Eriksson, Ivar Aronsson och Bertil Göransson. I åtta med styrman hamnade man strax utanför pallen på en fjärdeplats. Gunnarssons plats i både fyran och åttan var som stråk, vilket är den roddare som sitter längst bak i båten (men framför styrmannen) och anger takten för övriga besättningen.

### Internationella meriter i övrigt
Åtta guldmedaljer vid nordiska mästerskap, ett guld och två silver vid europeiska mästerskap, fyra guld på veteran-VM.

### SM-meriter
Gunnarsson blev svensk mästare vid 25 tillfällen..